# Stephan Muckel
Stephan Muckel (* 5. November 1980 in Mönchengladbach) ist ein deutscher Politiker (CDU). Er ist seit dem 1. November 2020 Bürgermeister der Stadt Erkelenz.

## Biografie
Muckel wuchs in Erkelenz auf. Er absolvierte 2000 sein Abitur am Cusanus-Gymnasium Erkelenz und studierte im Anschluss von 2000 bis 2007 Wirtschaftsgeographie an der RWTH Aachen. Zwischen 2002 und 2006 war er studentischer Mitarbeiter am Lehrstuhl für Wirtschaftsgeographie, danach kurzzeitig studentischer Mitarbeiter beim Ministerium für Bauen und Verkehr des Landes NRW. Zwischen 2007 und 2012 war er in verschiedenen Positionen tätig, unter anderem als wissenschaftlicher Mitarbeiter von Leo Dautzenberg oder am Lehrstuhl für Innovationsmanagement der FU Berlin. Muckel hatte von 2016 bis 2020 die Leitung der Stabsstelle Profilbereiche im Dezernat Forschung und Karriere der RWTH Aachen inne.
Seit 2004 gehört Muckel dem Stadtrat der Stadt Erkelenz an. Von 2016 bis 2020 war Beigeordneter der Gemeinde Titz. Zur Kommunalwahl 2020 trat er für die CDU an und wurde zum neuen Bürgermeister von Erkelenz gewählt.
Muckel ist verheiratet und hat eine Tochter.